# Xavi Quintillà
Xavier „Xavi“ Quintillà Guasch (* 23. August 1996 in Lleida) ist ein spanischer Fußballspieler, der bei CD Santa Clara in Portugal unter Vertrag steht. Der linke Außenverteidiger, der auch in der Innenverteidigung spielen kann, ist ehemaliger spanischer Juniorennationalspieler.

## Karriere

### Verein
Der im katalonischen Lleida geborene Quintillà begann mit dem Fußballspielen bei der lokalen UD Lleida. Im Jahr 2009 wechselte er in die Nachwuchsabteilung des FC Barcelona. Mit der U19-Mannschaft gewann Quintillà die UEFA Youth League 2013/14. Nach seinem Abschluss in der Akademie La Masia, wurde er im Juli 2015 in die Reservemannschaft FC Barcelona B befördert. Diese stieg in der Vorsaison in die Segunda División B, die dritthöchste spanische Spielklasse, ab. Am 22. August 2015 (1. Spieltag) debütierte er bei der 1:2-Auswärtsniederlage gegen die UE Cornellà für Barça B. Trotz seines frühen Debüts, kam er in dieser Spielzeit 2015/16 nur sporadisch zum Einsatz.
Um Spielpraxis zu sammeln, wurde Xavi Quintillà am 26. August 2016 für die gesamte Saison 2016/17 an den Drittligisten Lleida Esportiu, den Nachfolgeverein der im Jahr 2011 aufgelösten UE Lleida, ausgeliehen. Dort startete in den überwiegenden Spielen der Mannschaft und kam so zu 30 Einsätzen in der Liga. Sein einziges Saisontor erzielte er am 17. Februar 2018 (26. Spieltag) beim 2:0-Heimsieg gegen den CD Ebro. Nach dem Saisonende kehre Quintillà vorerst zu Barcelona zurück, wo er seinen Vertrag jedoch am 1. September 2018 auflöste.
Am selben Tag unterzeichnete er einen Vertrag beim FC Villarreal B in der Segunda División B, dem Reserveteam des FC Villarreal. Nachdem er bei dort ansprechende Leistungen zeigen konnte, stand er während der Saison 2018/19 vermehrt im Kader der A-Mannschaft. Am 1. November 2018 debütierte Quintillà beim 3:3-Unentschieden gegen die UD Almería in der Herrenmannschaft von Cheftrainer Javier Calleja. Sein Ligadebüt bestritt er am 30. März 2019 (29. Spieltag) bei der 2:3-Auswärtsniederlage gegen Celta Vigo. In der verbleibenden Spielzeit kam er in sechs weiteren Ligaspielen der ersten Mannschaft zum Einsatz und bestritt nebenher auch noch 22 Ligaspiele für die Reserve.
Zur Spielzeit 2019/20 wurde er endgültig in die erste Mannschaft Callejas befördert. In diese Saison übernahm die Stammrolle in der linken Außenverteidigung, verlor diese aber wieder in der Rückrunde. In dieser Spielzeit bestritt er 19 Ligaspiele.
Am 18. August 2020 wechselte er für ein Jahr auf Leihbasis zum Zweitligisten Norwich City. Nach dem Aufstieg kehrte er in seine spanische Heimat zurück und fand dort mit dem ebenfalls zweitklassigen CD Leganés für die Saison 2021/22 erneut einen Leihklub. Anschließend verpflichtete ihn dann der portugiesische Erstligiste CD Santa Clara fest mit einem Zweijahresvertrag.

### Nationalmannschaft
Von 2012 bis 2015 bestritt Quintillà insgesamt 16 Partien für diverse spanische Jugendnationalmannschaften.

## Privates
Sein älterer Bruder Jordi (* 1993) ist ebenfalls professioneller Fußballspieler und steht aktuell beim FC St. Gallen in der Schweiz unter Vertrag.

## Erfolge
- UEFA Youth League: 2013/14